# Magnolian
Magnolian (настоящее имя — Баясгалан Дулгуун) — монгольский музыкант, певец и автор песен на монгольском и английском языках. Крунер, выступающий в жанре инди-фолк. 
Согласно данным стримингового сервиса Spotify, Magnolian — второй по популярности монгольский исполнитель после группы The Hu.

## Биография
Дулгуун научился играть на гитаре в возрасте 12 лет, через несколько лет стал сочинять собственные песни. В 2014 году взял творческий псевдоним Magnolian, выбор которого позднее объяснял игрой слов и его схожестью с Mongolian (англ. монгольский), а также тем, что под его реальным именем Дулгуун уже выступала его тёзка — монгольская певица.
Начал музыкальную карьеру в 2015 году, выступив соло на крупнейшем музыкальном фестивале Монголии — Playtime. Немногим позже выступления на фестивале записал свой первый мини-альбом (EP) под названием Famous Men (англ. «Знаменитые мужчины»). В 2016 году впервые выступил за границей — в Южной Корее, весной 2017 — на фестивале South by Southwest в Остине, США.
Участвовал в создании фильма Nomad Meets the City американского режиссёра Энджи Клабб, вышедшего в 2020 году.